# Тусавдешт
Тусавдешт (перс. توساودشت) — село в Ірані, у дегестані Лайл, в Центральному бахші, шагрестані Ляхіджан остану Ґілян. За даними перепису 2006 року, його населення становило 60 осіб, що проживали у складі 15 сімей.

## Клімат
Середня річна температура становить 14,25°C, середня максимальна – 28,14°C, а середня мінімальна – 0,40°C. Середня річна кількість опадів – 946 мм.
| Клімат поселення                              | Клімат поселення | Клімат поселення | Клімат поселення | Клімат поселення | Клімат поселення | Клімат поселення | Клімат поселення | Клімат поселення | Клімат поселення | Клімат поселення | Клімат поселення | Клімат поселення | Клімат поселення |
| Показник                                      | Січ.             | Лют.             | Бер.             | Квіт.            | Трав.            | Черв.            | Лип.             | Серп.            | Вер.             | Жовт.            | Лист.            | Груд.            |                  |
| Середній максимум, °C                         | 11,64            | 11,39            | 12,47            | 17,15            | 21,18            | 26,42            | 28,14            | 27,97            | 23,63            | 20,58            | 16,65            | 12,27            |                  |
| Середня температура, °C                       | 6,14             | 5,89             | 6,98             | 11,66            | 15,67            | 20,92            | 23,89            | 23,72            | 19,37            | 16,32            | 12,39            | 8,02             |                  |
| Середній мінімум, °C                          | 0,65             | 0,40             | 1,48             | 6,16             | 10,18            | 15,43            | 19,63            | 19,46            | 15,12            | 12,09            | 8,14             | 3,78             |                  |
| Норма опадів, мм                              | 84               | 74               | 82               | 52               | 46               | 30               | 29               | 46               | 98               | 161              | 132              | 112              |                  |
| Середньомісячна швидкість вітру, м/с          | 2.26             | 2.48             | 2.53             | 2.46             | 2.30             | 2.18             | 2.54             | 2.22             | 1.98             | 2.08             | 2.06             | 2.07             |                  |
| Середньомісячна сонячна радіація, кДж/м²·день | 7225             | 9308             | 11331            | 15598            | 19442            | 21377            | 22193            | 18829            | 15411            | 10907            | 8770             | 6809             |                  |
| --------------------------------------------- | ---------------- | ---------------- | ---------------- | ---------------- | ---------------- | ---------------- | ---------------- | ---------------- | ---------------- | ---------------- | ---------------- | ---------------- | ---------------- |
| Джерело:                                      |                  |                  |                  |                  |                  |                  |                  |                  |                  |                  |                  |                  |                  |